# Tenseur des contraintes de Maxwell
Le tenseur des contraintes de Maxwell (nommé en l'honneur de James Clerk Maxwell) est un tenseur de rang 2 utilisé en électromagnétisme classique pour exprimer dans le cas général les forces électromagnétiques. Dans la situation physique la plus simple, constituée d'une charge ponctuelle se déplaçant librement dans un champ magnétique uniforme, on peut calculer aisément la force exercée sur la particule en utilisant la loi de la force de Lorentz. Dans le cas le plus général, où le système est caractérisé par une distribution volumique de charge {\displaystyle \rho }, une densité volumique de courant {\displaystyle \mathbf {J} }, un champ électrique {\displaystyle \mathbf {E} } et un champ magnétique {\displaystyle \mathbf {B} }, on peut exprimer une densité volumique de force de Lorentz, {\displaystyle \mathbf {f} =\rho \mathbf {E} +\mathbf {J} \times \mathbf {B} }. En utilisant les équations de Maxwell, on montre qu'on peut éliminer la densité de charge {\displaystyle \rho } ainsi que la densité de courant {\displaystyle \mathbf {J} }, et ainsi réécrire cette densité volumique de force uniquement en fonction des champs électrique {\displaystyle \mathbf {E} } et magnétique {\displaystyle \mathbf {B} }. Cette nouvelle expression permet alors de définir le tenseur des contraintes de Maxwell.
Dans la formulation relativiste de l'électromagnétisme, le tenseur de Maxwell apparaît comme la composante électromagnétique du tenseur énergie-impulsion. Ce dernier décrit les densités et flux respectivement de l'énergie et de l'impulsion dans l'espace-temps.

## Motivation

Force de Lorentz f (par unité de volume) exercée sur un volume élémentaire de charge en mouvement, de densité volumique ρ. La densité de courant J correspond au mouvement de la charge élémentaire dq associée au volume élémentaire dV.

La force de Lorentz peut être exprimée uniquement à partir de E et B, en usant de formules d'analyse vectorielle et des équations de Maxwell. La nouvelle expression obtenue se simplifie par la définition du tenseur des contraintes de Maxwell.
| Nom                                              | Forme différentielle |
| ------------------------------------------------ | --- |
| Équation de Maxwell-Gauss                        | {\displaystyle \nabla \cdot \mathbf {E} ={\frac {\rho }{\epsilon _{0}}}}                                                           |
| Équation de Maxwell-Thomson                      | {\displaystyle \nabla \cdot \mathbf {B} =0}                                                                                        |
| Équation de Maxwell–Faraday (loi de l'induction) | {\displaystyle \nabla \times \mathbf {E} =-{\frac {\partial \mathbf {B} }{\partial t}}}                                            |
| Équation de Maxwell-Ampère                       | {\displaystyle \nabla \times \mathbf {B} =\mu _{0}\mathbf {J} +\mu _{0}\epsilon _{0}{\frac {\partial \mathbf {E} }{\partial t}}\ } |
1. Commençons par la loi de la force de Lorentz
{\displaystyle \mathbf {F} =q(\mathbf {E} +\mathbf {v} \times \mathbf {B} )}
soit, par unité de volume,
{\displaystyle \mathbf {f} =\rho \mathbf {E} +\mathbf {J} \times \mathbf {B} }
2. Ensuite, notons que ρ et J peuvent être éliminés en utilisant les relations de Maxwell-Gauss et Maxwell-Ampère:
{\displaystyle \mathbf {f} =\epsilon _{0}\left({\boldsymbol {\nabla }}\cdot \mathbf {E} \right)\mathbf {E} +{\frac {1}{\mu _{0}}}\left({\boldsymbol {\nabla }}\times \mathbf {B} \right)\times \mathbf {B} -\epsilon _{0}{\frac {\partial \mathbf {E} }{\partial t}}\times \mathbf {B} \,}
3. On se sert de la définition du vecteur de Poynting {\displaystyle \mathbf {R} =\mathbf {E} \times \mathbf {B} /\mu _{0}}, dont on calcule la dérive par rapport au temps :
{\displaystyle {\frac {\partial }{\partial t}}(\mathbf {E} \times \mathbf {B} )={\frac {\partial \mathbf {E} }{\partial t}}\times \mathbf {B} +\mathbf {E} \times {\frac {\partial \mathbf {B} }{\partial t}}={\frac {\partial \mathbf {E} }{\partial t}}\times \mathbf {B} -\mathbf {E} \times ({\boldsymbol {\nabla }}\times \mathbf {E} )\,}
ce qui permet de réécrire f sous la forme
{\displaystyle \mathbf {f} =\epsilon _{0}\left({\boldsymbol {\nabla }}\cdot \mathbf {E} \right)\mathbf {E} +{\frac {1}{\mu _{0}}}\left({\boldsymbol {\nabla }}\times \mathbf {B} \right)\times \mathbf {B} -\epsilon _{0}{\frac {\partial }{\partial t}}\left(\mathbf {E} \times \mathbf {B} \right)-\epsilon _{0}\mathbf {E} \times ({\boldsymbol {\nabla }}\times \mathbf {E} ),}
on rassemble les termes en E et B pour obtenir
{\displaystyle \mathbf {f} =\epsilon _{0}\left[({\boldsymbol {\nabla }}\cdot \mathbf {E} )\mathbf {E} -\mathbf {E} \times ({\boldsymbol {\nabla }}\times \mathbf {E} )\right]+{\frac {1}{\mu _{0}}}\left[-\mathbf {B} \times \left({\boldsymbol {\nabla }}\times \mathbf {B} \right)\right]-\epsilon _{0}{\frac {\partial }{\partial t}}\left(\mathbf {E} \times \mathbf {B} \right).}
4. Il semble apparemment « manquer » le terme (∇ • B)B induit par la symétrie entre E et B, mais ce terme peut aisément être ajouté puisqu'il est en fait nul (loi de Maxwell-Thomson) :
{\displaystyle \mathbf {f} =\epsilon _{0}\left[({\boldsymbol {\nabla }}\cdot \mathbf {E} )\mathbf {E} -\mathbf {E} \times ({\boldsymbol {\nabla }}\times \mathbf {E} )\right]+{\frac {1}{\mu _{0}}}\left[({\boldsymbol {\nabla }}\cdot \mathbf {B} )\mathbf {B} -\mathbf {B} \times \left({\boldsymbol {\nabla }}\times \mathbf {B} \right)\right]-\epsilon _{0}{\frac {\partial }{\partial t}}\left(\mathbf {E} \times \mathbf {B} \right).}
On élimine les rotationnels en utilisant une identité d'analyse vectorielle
{\displaystyle {\tfrac {1}{2}}{\boldsymbol {\nabla }}(\mathbf {A} \cdot \mathbf {A} )=\mathbf {A} \times ({\boldsymbol {\nabla }}\times \mathbf {A} )+(\mathbf {A} \cdot {\boldsymbol {\nabla }})\mathbf {A} ,}
ce qui mène finalement à :
{\displaystyle \mathbf {f} =\epsilon _{0}\left[({\boldsymbol {\nabla }}\cdot \mathbf {E} )\mathbf {E} +(\mathbf {E} \cdot {\boldsymbol {\nabla }})\mathbf {E} \right]+{\frac {1}{\mu _{0}}}\left[({\boldsymbol {\nabla }}\cdot \mathbf {B} )\mathbf {B} +(\mathbf {B} \cdot {\boldsymbol {\nabla }})\mathbf {B} \right]-{\frac {1}{2}}{\boldsymbol {\nabla }}\left(\epsilon _{0}E^{2}+{\frac {1}{\mu _{0}}}B^{2}\right)-\epsilon _{0}{\frac {\partial }{\partial t}}\left(\mathbf {E} \times \mathbf {B} \right).}
5. On introduit, par définition, le tenseur des contraintes de Maxwell
et la densité d'impulsion électromagnétique
{\displaystyle \mathbf {S} =\epsilon _{0}\mathbf {E} \times \mathbf {B} }
ce qui amène à l'expression suivante de la densité volumique de force
{\displaystyle \mathbf {f} =\nabla \cdot {\boldsymbol {\sigma }}-{\frac {\partial \mathbf {S} }{\partial t}}}
Cette dernière relation s'interprète également comme la loi de conservation de l'impulsion en électrodynamique classique.
On remarque que l'on retrouve la même forme de loi de conservation dans le théorème de Poynting qui lui exprime la conservation de l'énergie électromagnétique.
Il a été récemment montré que le tenseur de Maxwell est la partie réelle d'un tenseur complexe plus général dont la partie imaginaire décrit les forces électrodynamiques réactives.

## Autre expression du tenseur
En physique, le tenseur de Maxwell est le tenseur des contraintes du champ électromagnétique. Le tenseur s'écrit en unités SI :
{\displaystyle \sigma _{ij}=\epsilon _{0}E_{i}E_{j}+{\frac {1}{\mu _{0}}}B_{i}B_{j}-{\frac {1}{2}}{\bigl (}{\epsilon _{0}E^{2}+{\tfrac {1}{\mu _{0}}}B^{2}}{\bigr )}\delta _{ij}},
où ε0 est la permittivité du vide et μ0 la perméabilité magnétique du vide, E est le champ électrique, B le champ magnétique et δij le symbole de Kronecker. En unités Gaussienne, on trouve l'expression équivalente :
{\displaystyle \sigma _{ij}={\frac {1}{4\pi }}\left(E_{i}E_{j}+H_{i}H_{j}-{\frac {1}{2}}(E^{2}+H^{2})\delta _{ij}\right)},
où H est l'excitation magnétique.
Une autre expression peut être obtenue à l'aide des notations tensorielles dyadiques :
{\displaystyle {\overset {\leftrightarrow }{\mathbf {\sigma } }}={\frac {1}{4\pi }}\left[\mathbf {E} \otimes \mathbf {E} +\mathbf {H} \otimes \mathbf {H} -{\frac {E^{2}+H^{2}}{2}}\mathbb {I} \right]}
où ⊗ est le produit dyadique, et {\displaystyle \mathbb {I} } le tenseur dyadique unité :
{\displaystyle \mathbb {I} \equiv \left({\begin{array}{ccc}1&0&0\\0&1&0\\0&0&1\end{array}}\right)=(\mathbf {\hat {x}} \otimes \mathbf {\hat {x}} +\mathbf {\hat {y}} \otimes \mathbf {\hat {y}} +\mathbf {\hat {z}} \otimes \mathbf {\hat {z}} )}
L'élément ij du tenseur de Maxwell, {\displaystyle \sigma _{ij}} est homogène à une quantité de mouvement par unité de surface multipliée par le temps. {\displaystyle \sigma _{ij}} représente la composante suivant la direction i du flux d'impulsion traversant une surface normale à la direction j (dans le sens négative) par unité de temps.
On peut également dire que {\displaystyle \sigma _{ij}} est homogène à une force par unité de surface (pression négative), et interprété
comme la ième composante de force exercée sur une surface unitaire normale à la direction j.
Chaque élément diagonal du tenseur donnent la force de tension qui est appliquée sur un élément de surface orthogonal à la direction considérée. Contrairement à la force de pression agissant dans un gaz parfait, un élément de surface subit une force qui n'est pas nécessairement normale à cette surface. La force de cisaillement correspondante est donnée par les éléments hors de la diagonale du tenseur.

## Cas particulier: champ magnétique seul
Si le champ électromagnétique est dominé par la composante magnétique (ce qui est largement vérifié dans le cas des machines électriques, par exemple), on peut simplifier l'expression du tenseur qui devient en unités SI :
{\displaystyle \sigma _{ij}={\frac {1}{\mu _{0}}}B_{i}B_{j}-{\frac {1}{2\mu _{0}}}B^{2}\delta _{ij}\,.}
Pour un système à symétrie cylindrique, comme le rotor d'un moteur électrique, on peut encore réduire l'expression à :
{\displaystyle \sigma _{rt}={\frac {1}{\mu _{0}}}B_{r}B_{t}-{\frac {1}{2\mu _{0}}}B^{2}\delta _{rt}\,.}
où r est la direction radiale, et t la direction orthoradiale. Seule la composante tangentielle fait tourner le moteur. Br est la densité de flux magnétique dans la direction radiale, et Bt dans la direction orthoradiale (la densité de flux magnétique est l'autre nom du champ magnétique, quand on doit le distinguer de l'excitation magnétique).

## Valeurs propres
Les valeurs propres du tenseur de Maxwell sont données par:[réf. souhaitée]
{\displaystyle \{\lambda \}=\left\{-{\frac {\epsilon _{0}E^{2}+B^{2}/\mu _{0}}{2}},~\pm {\sqrt {\left({\frac {\epsilon _{0}E^{2}-B^{2}/\mu _{0}}{2}}\right)^{2}+\left({\frac {\epsilon _{0}}{\mu _{0}}}{\boldsymbol {E}}\cdot {\boldsymbol {B}}\right)^{2}}}\right\}}